# لغزش آنی در عقل
لغزش آنی در عقل (به انگلیسی: A Momentary Lapse of Reason) نام سیزدهمین آلبوم استودیویی از گروه موسیقی پراگرسیو راک  بریتانیایی، پینک فلوید است. این آلبوم در سپتامبر سال ۱۹۸۷ توسط ئی‌ام‌آی رکوردز در بریتانیا و ایالات متحده آمریکا عرضه شد.
در سال ۱۹۸۵  نوازندهٔ گیتار دیوید گیلمور همراه با گروهی از موسیقی‌دانان تصمیم به ساخت سومین آلبوم تک‌نوازی خود گرفت. اما در اواخر ۱۹۸۶ فکر دیگری کرد و تصمیم گرفت آهنگ‌ها را به عنوان آلبومِ جدیدِ پینک فلوید عرضه کند. به دنبال آن نوازندهٔ درامِ پینک فلوید، نیک میسن، و نوازندهٔ کیبورد، ریچارد رایت، را برای همکاری به این پروژه آورد. هرچند ریچارد رایت نمی‌توانست به دلایل قانونی به عنوان عضوی از پینک فلوید در آلبوم همکاری کند اما به میسن و گیلمور در ساخت این آلبوم کمک کرد تا اولین آلبوم  پینک فلوید بعد از کناره‌گیری راجر واترز به عنوان ترانه‌سرا، آهنگساز، نوازندهٔ گیتار بیس از گروه در دسامبر ۱۹۸۵ ایجاد شود.
این آلبوم عمدتاً در استودیوی خانه‌قایقی دیوید گیلمور، آستوریا ضبط شد. در این بین مشکلی حقوقی بین واترز و گروه وجود داشت و واترز معتقد بود که آلبوم نباید تحت نام پینک فلوید منتشر شود و این مشکل تا چند ماه ادامه داشت و حل نشده بود تا اینکه آلبوم منتشر شد.
برخلاف اکثر آلبوم‌های پینک فلوید لغزش آنی در عقل از یک موضوع واحد پیروی نمی‌کند و تنها شامل مجموعه‌ای از آهنگ‌های راک می‌باشد که عمدتاً توسط دیوید گیلمور و آنتونی مور نوشته شده‌است.
گروه برای طراحی جلد آلبوم از استورم تورجرسن به عنوان طراح استفاده کرد؛ کسی که از ۱۹۷۷ با پینک فلوید در آلبومی مشارکت نداشت.
هرچند که آلبوم نقدهای گوناگونی دریافت کرد و توسط راجر واترز مورد تمسخر قرار گرفت اما با کمک تور جهانی که برای این آلبوم ترتیب داده شد، از لحاظ فروش توانست به آسانی آلبوم قبل پینک فلوید، برش نهایی را پشت سر بگذارد و گواهی چهارگانه پلاتین را در ایالات متحده دریافت کند.

## پیش‌زمینه
بعداز انتشار آلبوم برش نهایی (۱۹۸۳) که برخی آن را نوعی آلبوم سولوی راجر واترز می‌دانند؛ سه عضو گروه بر روی آلبوم‌های سولوی خود تمرکز کردند.
در ۱۹۸۴ گیتاریست دیوید گیلمور برخی احساسات خودش دربارهٔ رابطه‌اش با واترز را در دومین آلبوم سولوی خود به نام عقب‌گرد بیان کرد. در همان زمانی که گیلمور تور/کنسرتش را برای حمایت از این آلبوم به اتمام رساند، راجر واترز سفر خود را برای برگزاری تور آلبوم سولوی خودش با نام مزایا و معایب اتواستاپ زدن آغاز کرد. هر دوی این‌ها در این تورها از نوازنده‌های قابلی استفاده می‌کردند؛ برای نمونه اریک کلپتون در تورهای ۱۹۸۴ واترز به عنوان نوازندهٔ گیتار لید حضور داشت.
استقبال از این تورهای سولو در این سال بمانند زمانی نبود که آن‌ها با نام پینک فلوید تور برگزار می‌کردند و به این دلیل برخی اجراهای گیلمور نیز به‌دلیل فروش نرفتن بلیت لغو شد. اجراهای واترز نیز از دیدگاه دیوید فریک، منتقد مجله رولینگ استون، به کوششی شفاف تفسیر شده بود تا ثابت کند «راجر واترز پینک فلوید بود.»
نیک میسنِ درامر نیز در ژوئیه ۱۹۸۵ دومین آلبوم سولوی خود را با نام پروفایلز منتشر کرد، در این آلبوم دیوید گیلمور در آهنگ دروغ برای دروغ به عنوان خواننده حضور یافت.
گیلمور در این دوره خود را در پروژه‌های دیگری نیز مشغول کرده بود، که از آن جمله می‌توان به مشارکت در اولین آلبوم دریم آکادمی و حضور در کنسرت لایو اید به همراه برایان فری اشاره کرد.
در آن زمان، البته، من فقط فکر می‌کردم، واقعاً نمی‌توانستم ببینم که به چه طریقی ضبط بعدی را انجام می‌دهیم، یا اگر انجام بدهیم، زمان زیادی می‌برد که احتمالاً هم اینطور است. یک نوع احساس تعهّد نسبت به چنین کاری به جای شور و شوق و میل برای آن کار.— نیک میسن، در استدیو با ردبیرد (۱۹۸۷)
واترز چند سال قبل‌تر در ۱۹۸۲ طی مصاحبه‌ای با مجله رولینگ استون به آیندهٔ خود اشاره کرده بود و این‌گونه گفته بود:«من می‌توانم با نوازندهٔ درام و کیبورد دیگری کار کنم، این خیلی آسان است، و احتمالاً این به سمت نقطه‌ای هست که من مایل می‌باشم.»، اما وی در دسامبر ۱۹۸۵ اعلام کرد که گروه را ترک کرده و معتقد بود پینک فلوید یک «نیروی تمام شده» است.
گیلمور نسبت به واترز دیدی متفاوت داشت و محو شدن پینک فلوید در تاریخ را نمی‌پذیرفت و قصد ادامه‌دادن به فعالیت با گروه را داشت:«به او [واترز] قبل از رفتنش گفتم که:اگر تو بروی کار و بار می‌گردد و ما هستیم که آن را می‌گردانیم، ما خواهیم توانست این کار را بکنیم». هشدار واترز رُک و راست بود:«تو هرگز نمی‌توانی این کار را انجام بدهی».
راجر برای نشان دادن قصد و نیت خود برای جداشدن از گروه، با ئی‌ام‌آی و کلمبیا رکوردز قرارداد بست و از آن‌ها نیز خواست که خودشان را از الزامات قراردادی رها کنند؛ او همچنین پیتر رودج را به عنوان مدیر کارهای خود استخدام کرد. جداشدن واترز (از دیدِ گیلمور و میسن) به معنای آزاد بودن آن‌ها برای ادامهٔ فعالیت  با نام پینک فلوید بود.
در غیاب واترز، گیلمور صفی از موسیقیدانان را برای پروژه جدید به کار گرفت. چند ماه قبل‌تر جان کرین، نوازندهٔ کیبورد، همراه با گیلمور در هوکِند استودیو بر روی قطعاتِ جدید کار می‌کردند که این همکاری نتیجه‌اش در آهنگ «آموختن پرواز» به ثمر رسید، گیلمور او را به تیم خود نیز دعوت کرد.
گیلمور از باب ازرین نیز، که سابقهٔ همکاری در آلبوم ۱۹۷۹ «دیوار» را داشت، برای پروژه جدید خود و یکی‌کردن قطعات جدید دعوت به عمل آورد، ازرین این پیشنهاد را تنها مدتی بعد از رد کردن پیشنهادِ واترز برای توسعه دومین آلبوم سولوی خود «رادیو کیاس» پذیرفت، آلبومی که ازرین در انجام دادنش ناتوان بود.
ازرین در تابستان ۱۹۸۶ وارد انگلیس شد. در این مرحله علناً الزامی برای انتشار آلبومی جدید به نام پینک فلوید نبود و گیلمور معتقد بود که قطعات جدید شاید در نهایت در قالب آلبوم سولوی سوم او منتشر شوند؛ هرچند نمایندهٔ شرکت سی‌بی‌اس رکوردز، استفان رالبوسکای، انتظارات متفاوتی داشت و طی ملاقاتی که در نوامبر ۱۹۸۶ با گیلمور و ازرین داشت، گیلمور بدون هیچ شکی نسبت به احساسات خودش به او گفت:«این موسیقی؛ صدایی که بخواهد چیزهایی شبیهِ پینک فلوید را نابود کند ندارد». گیلمور بعدها پذیرفت که غیبت واترز یک مشکل بود و آغاز کردن یک پروژه جدید بدون حضور او خیلی سخت بود.
گیلمور در این آلبوم کار با ترانه‌سراهای گوناگونی مانند اریک استیورت و راجر مک‌گوق را تجربه کرد اما در نهایت آنتونی مور بود که نظر وی را برای کار بیشتر جلب کرد. او کسی بود که بعدها در دو آهنگ «آموختن پرواز» و «هنگام روی برگرداندن» نامش به عنوان ترانه‌سرای همکار ثبت شد.
ایدهٔ یک آلبوم مفهومی هم کنار گذاشته شد و در عوض گیلمور لیست آهنگ‌هایی را تعیین کرد که از لحاظ مفهومی به هم مرتبط نبودند. در پایان آن سال گیلمور تصمیم گرفت که قطعات جدید را به عنوان یک پروژهٔ فلویدی در نظر بگیرد.

## مراحل ضبط
نمی‌شد به عقب برگشت، مجبور به پیداکردن راه جدیدی برای کار کردن بودیم، ما این آلبوم را مانند ضبط‌های قبلی فلوید ایجاد نکردیم. این یک سیستم کاملاً متفاوت بود.— دیوید گیلمور، 
لغزش آنی در عقل در چند استودیوی ضبط گوناگون ضبط شد که در این میان از استودیویی خانه‌قایقی دیوید گیلمور آستوریا بیشتر استفاده شد، آستوریا بر روی رودخانهٔ تیمز مستقر بود و به گفتهٔ باب ازرین، سرانجام محیط رودخانه خودش را به تمام آهنگ‌ها تحمیل کرد. «کار در آنجا سحرآمیز بود، خیلی الهام بخش بود، بچه‌ها در رودخانه پارو می‌زدند، غازها پرواز می‌کردند ...».
از آندره جکسون، که یکی از همکاران جیمز گاتری بود، برای مهندسی صوت در آلبوم استفاده شده‌است. در طی فواصل نوامبر ۱۹۸۶ تا فوریه ۱۹۸۷ که گروه گیلمور روی قطعات جدید کار می‌کردند، ضبط‌کننده‌های دیجیتالی ۳۲-تِرَکی میتسوبیشی جایگزین ضبط‌کننده‌های آنالوگ ۲۴-تِرَکی شد که برای ضبط آلبوم قبل از آن استفاده کرده بودند. این میل به استفاده از تکنولوژی‌های جدید با به‌کارگیری همگام‌ساز رابط دیجیتالی سازهای موسیقی با کمک رایانهٔ مکینتاش اپل ادامه یافت.
پس از موافقت برای کار بر روی قطعات جدیدی که دارای ایراداتی هم بودند، گیلمور موسیقی‌دانان فصلی گوناگونی را استخدام کرد، شامل دو درامر کارمین اپایس و جیم کلتنر که جای نیک میسن در برخی ترانه‌های آلبوم درام زدند. میسن که از مراحل تمرین و اجرا در آلبوم بسیار دور بود، خود را با کار بر روی اثرهای صوتی مشغول کرده بود. برخی از قسمت‌های مرتبط با درام هم توسط ماشین‌های درام ضبط شدند.

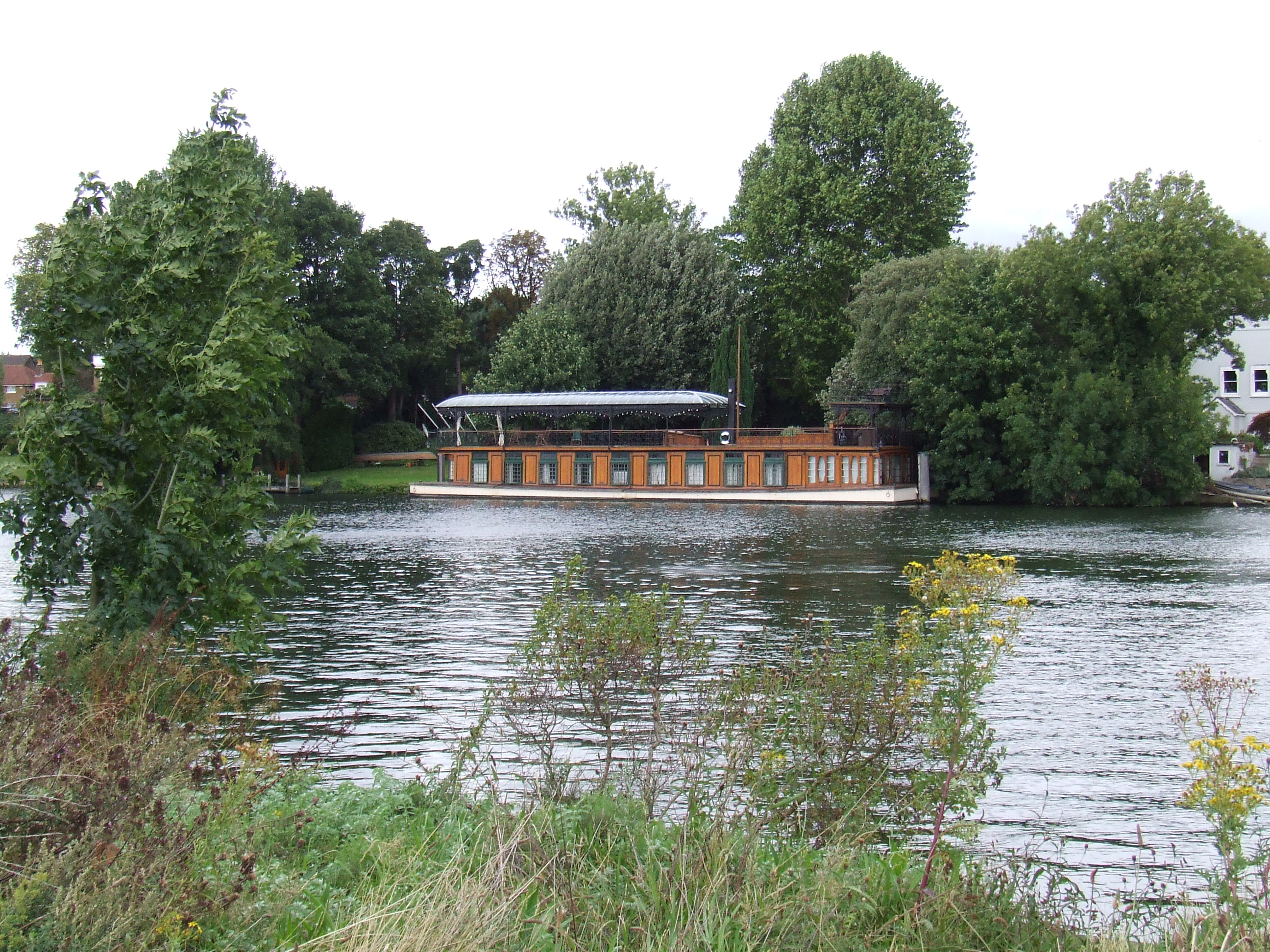
استودیوی ضبط موسیقی آستوریا

در این میان همسر جدید ریچارد رایت، فرانکا، با گیلمور تماس گرفت و درخواست کرد که اگر بشود، رایت در این آلبوم مشترک شود. گیلمور به این درخواست رسیدگی کرد؛ کیبوردیست گروه در سال ۱۹۷۹ گروه را ترک کرده بود و تنها موانع قانونی بود که مانع حضور دوبارهٔ او در پینک فلوید می‌شد، اما بعد از یک ملاقات با رایت در هامپستید او را به گروه بازگرداند. گیلمور بعدها در یک مصاحبه با یک نویسنده به نام  کارل دالاس عنوان کرد که «حضور رایت ما را از لحاظ قانونی‌بودن و موسیقی قوی‌تر می‌کند». از این رو رایت به عنوان یک موسیقی‌دان دستمزدگیر با درآمد هفتگی ۱۱هزار دلار به کارگرفته شد. اما این اشتراک وی در آلبوم بسیار ناچیز بود و بیشتر قسمت‌های مرتبط با کیبورد ضبط شده بودند و از این رو او از فوریه ۱۹۸۷ تنها برای تقویت صدای پس‌زمینهٔ کیبورد بوسیلهٔ ارگ هموند و پیانوی فندر رودز در برخی آهنگ‌ها مشترک شد، علاوه بر آن در بعضی هم‌خوانی‌ها نیز همکاری کرد. او یک تکنوازی کیبورد برای آهنگ «هنگام روی برگرداندن» نوشت که البته استفاده نشد. رایت در این باره گفت:«اینکه از این سولو استفاده نشد به این دلیل نبود که دوست نداشته باشند، بلکه آن‌ها این را فقط مناسب آهنگ ندانستند.»
گیلمور بعدها بیان کرد: «میسن و رایت در آغاز کارشان در آلبوم، نوعی روان‌گسیختگی در توانایی نواختنشان وجود داشت، هیچکدام از این دو نتوانستند توان واقعی خودشان را نشان بدهند، از نظر من آن‌ها توسط واترز نابود شده بودند.»، تفسیری که به وضوح واکنش میسن را برانگیخت و گفت: «من کاتاتونی بودنم را رد می‌کنم، این را از مخالفان انتظار داشتم و این سخن از طرف یکی از متحدانم زیاد جالب نیست. با این حال میسن پذیرفت که گیلمور برای اینکه آلبوم جدید چگونه درک بشه مقداری دستپاچه بود.»
اشعار آهنگ «آموختن پرواز» از فصل‌های پرواز گیلمور الهام گرفته شده بود که گاهی اوقات با وظایف استودیویی او نیز در تضاد بود؛ این آهنگ شامل یک صدای ضبط شده از میسن است که در طی مرحلهٔ برخاست یک هواپیما ضبط شده بود.
گروه در این دوره به آزمایش نمونه‌های صوتی می‌پرداخت، ازرین صدایی را از قایقرانِ گیلمور (لانگلی ایدنز) که در سرتاسر رودخانه تیمز پارو می‌زد ضبط کرد. حضور لانگلی در آستوریا حیاتی بود، به خصوص یکبار که قایق بر اثر افزایش سرعت رودخانه در حال کج‌شدن بود، آن را به سمت لنگرگاه سوق داد و آنجا لنگر انداخت.
«سگ‌های جنگ» آهنگی بود که از یک اتفاق در طی مراحل ضبط آلبوم تأثیر گرفته بود و مضمونی سیاسی داشت. «یخ‌بندان نهایی» یکی از دموهای قدیمی گیلمور بود که هر از چند گاهی تلاش می‌کرد تا برایش شعر بنویسد، اما در نهایت تصمیم گرفته شد که به صورت بی‌کلام در آلبوم قرار گیرد. از سوی دیگر متن آهنگ «اندوه» قبل از ساخت موسیقی‌اش توسط گیلمور نوشته شده بود، سولوی آغازین گیتار در آهنگ در مموریل اسپورتز آرنا لس‌آنجلس ضبط شده‌است.
با وجود اینکه آستوریا محیطی آرامش‌بخش را برای کار ایجاد کرده بود، اما این فصل‌ها به دلیل درگیری‌های میان واترز و گروه بر سر نام پینک فلوید دچار وقفه شده بود.
در اواخر ۱۹۸۶ واترز از طریق خانهٔ نقل و انتقالات مالی پینک فلوید فهمید که حساب بانکی جدیدی باز شده و تمام پول‌های آن در ارتباط با پروژه جدید پینک فلوید است. او سریعاً دیوان عدالت اداری را بکار می‌گیرد و می‌خواهد که استفادهٔ دوباره از نام پینک فلوید برای همیشه ممنوع شود، اما وکلای واترز فهمیدند که شرکای دیگر هرگز نمی‌پذیرند، واترز دوباره به دیوان عدالت رفت و تلاش کرد حق وتویی بدست آورد تا از نام پینک فلوید هیچ‌گاه استفاده نشود. در این میان گروه گیلمور هم تأیید کرد که پینک فلوید قصد دارد به وجود خود ادامه دهد، گیلمور بعداً در این باره به گزارشگر ساندی تایمز گفت:«راجر بخیل است و من می‌خواهم با او بجنگم، کسی مدعی نشده است که پینک فلوید تمام و کمال به او متعلق باشد، اگر کسی چنین ادعایی کنه شدیداً خودبین است.»
واترز دو بار از آستوریا دیدن کرده بود و همراه با همسرش در اوت ۱۹۸۶ ملاقاتی را با ازرین داشت. همانطور که واترز در موسیقی پینک فلوید صاحب سهم و هدایت‌کننده بود، همانگونه هم می‌توانست هرگونه تصمیم ایجاد شده توسط اعضای گروه را مسدود کند. در فوریه ۱۹۸۷ ضبط‌کردن آهنگ‌ها به می‌فیر استودیوز و مابین فوریه تا مارس هم با موافقت ازرین به اِی‌اَنداِم استودیوز نزدیک خانهٔ او در لُس‌آنجلس منتقل شد. روابط تلخ میان واترز و پینک فلوید توسط مجله رولینگ استون در انتشار نوامبر ۱۹۸۷ این مجله منتشر شد که به پرفروش‌ترین انتشار سال آن مجله نیز تبدیل شد.

## بسته‌بندی

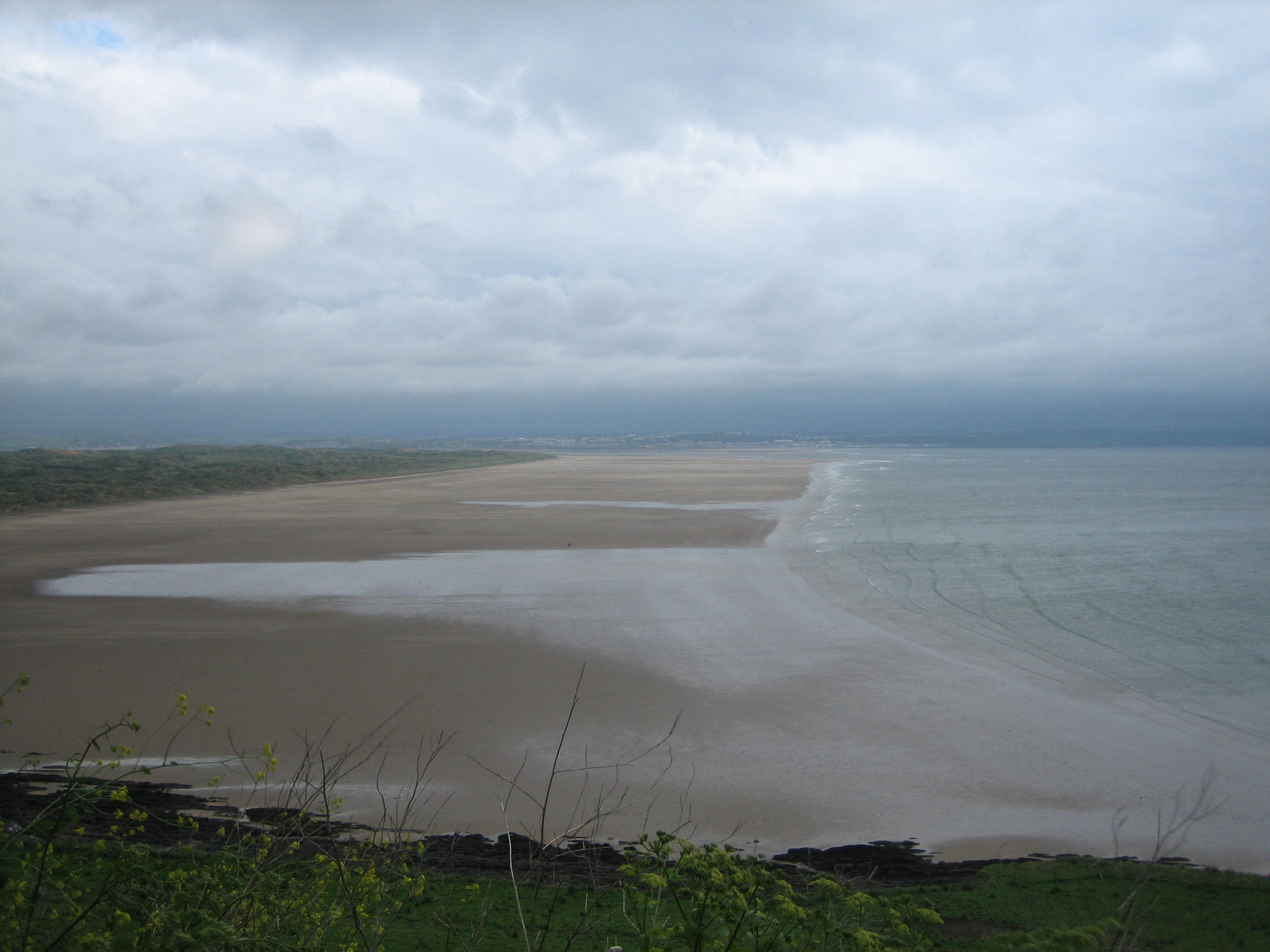
ساحل ساونتون سندز

دقت زیادی برای نام‌گذاری آلبوم انجام شد، سه عنوان اولیه برای نام‌دهی به آلبوم عبارت بودند از: «نشانه‌های حیات»، «از وعده‌های شکسته» و «توهم‌های بلوغ».
برای اولین بار از سال ۱۹۷۷ و بعد از انتشار آلبوم جانوران، استورم تورجرسن برای طراحی جلد آلبوم استفاده شد. وی جلد آلبوم را با چینش رودخانه‌ای‌وار شمار زیادی از تخت‌های بیمارستان در کنار ساحل دریا به وجود آورد، برای این طرح وی از آهنگ «باز هم فیلمی دیگر» و اشارهٔ گیلمور به طرحی مبهم از تختی در یک خانهٔ مدیترانه‌ای الهام گرفته بود.
این طرح ۸۰۰ تخت بیمارستان را در کنار ساحل ساونتون سندز از شهرستان دوون انگلیس نشان می‌دهد؛ جایی که صحنه‌هایی از فیلم دیوار پینک فلوید نیز در آن محل گرفته شد. یک گلایدینگ آویزان نیز در جلد قابل مشاهده‌است که اشاره‌ای روشن به آهنگ «آموختن پرواز» دارد. تخت‌ها توسط کالین اِلگی همکار تورجرسن نظم داده شدند. عکاس رابرت داولینگ جایزهٔ طلایی را در انجمن عکاسان برای این عکس دریافت کرد، عکسی که دو هفته برای ایجادکردن آن زمان برده بود.
برای دادن پیام اصلی در بسته‌بندی آلبوم (جداشدن واترز از گروه)، تصویری توسط یکی از بهترین عکاسان بریتانیا، دیوید بیلی، از گروه (شامل میسن و گیلمور) گرفته شد و بعد از آلبوم فضولی (۱۹۷۱) دوباره تصویری از اعضای گروه در جلدِ تاشونده گنجانده شد. نام ریچارد رایت تنها در لیست دست‌اندرکاران قرار گرفت، زیرا در آن موقع به صورت قانونی عضو پینک فلوید نبود.

## انتشار و بازخورد
| بررسی انتقادی   | بررسی انتقادی |
| منبع            | رتبه‌بندی      |
| --------------- | ------------- |
| آل‌میوزیک        | [ ۴۳ ]        |
| رابرت کریست‌گو   | درجه ۳        |
| اسپاتنیک میوزیک | [ ۴۵ ]        |
| آلتیمیت گیتار   | [ ۴۶ ]        |
| رولینگ استون    | [ ۴۷ ]        |

لغزش آنی در عقل در هفتم سپتامبر ۱۹۸۷ در بریتانیا و ایالات متحده آمریکا منتشر شد. آلبوم در هر دو کشور به ردهٔ سوم جدول فروش رسید و آلبوم‌های بد از مایکل جکسون و  وایت‌اسنیک از وایت‌اسنیک بالاتر از این آلبوم قرار گرفتند.
بااینکه گیلمور درآغاز این آلبوم را یک بازگشت به روزهای خوبِ پینک فلوید می‌دید، اما ریچارد رایت بعدها این دیدگاه را نپذیرفت و معتقد بود که نقدهای واترز نسبتاً قابل پذیرش هستند و در مجموع این آلبوم را آلبوم تمام گروه ندانست.
آلبوم به شکل قابل توجهی در سبک و محتوی با آلبوم قبل پینک فلوید برش نهایی متفاوت است. گیلمور لغزش آنی در عقل را به عنوان پیشکش برای بازگشت به روزهای خوب پینک فلوید ارائه داد برخلاف دوره‌ای که واترز بر گروه تصدی داشت و شعرها مهم‌تر از آهنگ بودند. گیلمور مدعی بود که دو آلبوم نیمه تاریک ماه و کاش این‌جا بودی تنها بخاطر همکاری واترز نبود که به موفقیت رسیدند و همچنین در آن آلبوم‌ها تناسب بهتری میان شعر و موسیقی دیده می‌شد (نسبت به آلبوم‌های بعد). او همچنین عنوان کرد که وی با لغزش آنی در عقل خواسته به کارهای گذشتهٔ گروه، که تناسب بهتری میان شعر و موسیقی بود، برگردد.
راجر واترز دیدگاه خود را دربارهٔ آلبوم این‌گونه بیان کرد:
من فکر می‌کنم خیلی سطحی باشد، آهنگ‌ها در مجموع فقیر هستند، شعرها را هم نمی‌توانم زیاد باور کنم... شعرهای گیلمور خیلی درجه سوم هستند.— راجر واترز، 
رابرت کریست‌گو، منتقدی از روزنامهٔ ویلیج وُیس، دربارهٔ آلبوم نوشت:«به صورت خلاصه؛شما می‌دانید که مفهوم‌دهندهٔ اصلی آلبوم‌ها گروه را ترک کرده و تنها ایده‌های قابل ذکر کوچکتری ایجاد شده‌اند». مجلهٔ ساندز نیز آلبوم را این‌گونه تفسیر کرد: «برگشت از دیوار به جایی که الماس‌ها مجنونند، ماه‌ها نیمهٔ تاریک دارند و مادران هم دارای قلب اتمی هستند.»
دیدگاه مجله کیو دربارهٔ لغزش آنی در عقل بیشتر بر این بود که این آلبوم بمانند چهار آلبوم قبل پینک فلوید، که به نوعی به واترز وابستگی بیشتری داشتند، یک نوع آلبوم سولوی دیوید گیلمور است.
دیدگاهی از سوی ویلیام روهلمن که از وبگاهِ آل‌میوزیک. کام منعکس شد بر این باور بود که لغزش آنی در عقل یک «آلبوم سولوی دیوید گیلمور به جز در نامش» است.
لغزش آنی در عقل گواهی طلایی و نقره‌ای را در اول اکتبر ۱۹۸۷ در بریتانیا بدست آورد، در دوم نوامبر  هم توانست در ایالات متحده گواهی‌نامه طلایی و پلاتین را دریافت کند. در همان سال در  ۱۸ ژانویه گواهی دو بار پلاتین، سه بار پلاتین در ۱۰ مارس ۱۹۹۲ و چهار بار پلاتین را در سال ۲۰۰۱ بدست آورد، و به آسانی فروش‌های آلبوم قبل، برش نهایی، را پشت سر گذاشت.
آلبوم در سال ۱۹۸۸ به صورت محدود همراه با پوسترهای کامل و یک برنامهٔ تضمینی بلیت برای کنسرت‌های آیندهٔ گروه در بریتانیا بازانتشار یافت. در سال ۱۹۹۴ نیز به صورت دیجیتال رمستر و منتشر شد. نسخه‌ای از آلبوم در سالگرد انتشار در ۱۹۹۷ منتشر شد.

## تور

خوک‌های پینک فلوید در تورهای لغزش آنی در عقل بر فراز جمعیت پرواز می‌کردند.(این تصویر؛ خوک‌ها را هنگام اجرای آهنگ یه روز از این روزها نشان می‌دهد.)

گروه تصمیم گرفته بود قبل از کامل‌شدنِ آلبوم؛ تور/کنسرتی را در حمایت از این برگزار کند، اما تمرین‌های نمایشی بسیار نامنظم بود و میسن و رایت کاملاً خارج از تمرین‌ها بودند. هنگامی که واترز با برخی مسئولین سازماندهی این تورها در ایالات متحده تماس گرفت و تهدیدشان کرد که اگر از نام پینک فلوید استفاده کنند از آن‌ها شکایت خواهد کرد موضوع پیچیده‌تر هم شد. با این حال گیلمور و میسن هزینه‌های راه‌اندازی را تأمین کردند (میسن از همسرش جدا شده بود و به عنوان وثیقه از فراری ۲۵۰ جی‌تی‌او خود استفاده کرد). بااینکه برخی از مسئولین سازماندهی این تورها تحت تأثیر تهدید واترز قرار گرفته بودند اما چند ماه بعد در تورنتو بیش از ۶۰٬۰۰۰ بلیت در مدت چند ساعت فروخته شد.
هنگامی‌که گروه جدید (همراه با رایت) در سرتاسر آمریکای شمالی تور برگزار می‌کرد، در یک مورد تورِ رادیو کیاسِ واترز نزدیک به آن‌ها بود. واترز حضور اعضای پینک فلوید را در کنسرت‌هایش، که عمدتاً در سالن‌های کوچکتری در قیاس با اجراهای گروه سابق خود برگزار می‌شد، ممنوع کرده بود. واترز همچنین یک حکم پرداخت هزینه کپی رایت برای استفادهٔ آنان از خوک‌های پینک فلوید نوشت که آن‌ها با وصل کردن آلت جنسی مذکر به زیر بادکنک‌های خوکی برای تمایز با طرح واترز واکنش خود را نشان دادند. بالاخره در نزدیکی نوامبر ۱۹۸۷، واترز شکست در این جدال را پذیرفت و در طی ملاقاتی در ۲۳ دسامبر در آستوریا سرانجام تسویه‌حساب کرد و اجازهٔ استفاده از نام پینک فلوید را داد.
گیلمور و میسن دیگر می‌توانستند از نام پینک فلوید تا ابد استفاده کنند و واترز هم با این موافقت کرده بود؛ این پذیرش شامل حقوق چیزهای دیگر مانند حقوق آلبوم دیوار هم می‌شد. با این حال تنش همچنان پابرجا بود. واترز گاه به گاه دوستان سابق خود را ناچیز می‌شمرد و میسن و گیلمور هم به ادعاهای واترز این‌گونه پاسخ می‌دادند که آن‌ها بدون او شکست خواهند خورد.
روزنامهٔ سان دربارهٔ واترز گزارشی چاپ کرده بود و ادعا کرده بود که او به یک هنرمند پول پرداخت کرده تا ۱۵۰ دستمال توالت غلتان شامل تصویر صورت گیلمور روی هر برگهٔ آن را ایجاد کند. واترز بعدها این گزارش را بی‌ارزش دانست، اما این نشان داد که چه جدایی عمیقی میان او و دوستان سابقش در آن دوره افتاده بود.
تور لغزش آنی در عقل یک کنسرت/تور موفق بود. در هریک از محل‌های برگزاری در ایالات متحده که گروه اجرا داشت، تماشاگران زیادی حضور می‌یافتند و این باعث شد که تورهای پینک فلوید در این سال؛بیش از هر گروه دیگری موفقیت کسب کند. این تور در استرالیا، ژاپن، اروپا و بریتانیا بدون وقفه برگزار شد، بعد آن گروه دو بار برای اجرا به ایالات متحده رفت. آلبومی زنده شامل اجراهایی از این تورها با نام صدای دلچسب رعد در ۲۲ نوامبر ۱۹۸۸ و بدنبال آن در ژوئن ۱۹۸۹ یک ویدئو کنسرت همنام آلبوم زنده منتشر شد. این آلبوم توسط کارکنان سایوز تی‌ام-۷ نیز پخش شد تا پینک فلوید اولین گروه موسیقی راک باشد که ترانه‌هایش در فضا پخش می‌شود. تور در نهایت در سپتامبر ۱۹۹۰ در نِب‌وُرد پارک بعد از ۲۰۰ اجرا و مخاطبی نزدیک به ۴٫۲۵ میلیون نفر به پایان رسید و بیش از ۶۰ میلیون پوند هم نصیب پینک فلوید شد.

## فهرست ترانه‌ها
| شماره | نام                                                       | نویسنده(ها)                         | مدت  |
| ----- | --------------------------------------------------------- | ----------------------------------- | ---- |
| ۱.    | «نشانه‌های حیات» (موسیقی سازی، صحبت در آهنگ توسط نیک میسن) | گیلمور، ازرین                       | ۴:۲۴ |
| ۲.    | «آموختن پرواز»                                            | گیلمور، آنتونی مور، ازرین، جان کرین | ۴:۵۳ |
| ۳.    | «سگ‌های جنگ»                                               | گیلمور، آنتونی مور                  | ۶:۰۵ |
| ۴.    | «یک لغزش»                                                 | گیلمور، فیل مانزانرا                | ۵:۱۰ |
| ۵.    | «هنگام روی برگرداندن»                                     | گیلمور، آنتونی مور                  | ۵:۴۲ |
| ۶.    | «باز هم فیلمی دیگر / دور و اطراف» (موسیقی سازی)           | گیلمور، پتریک لئونارد / گیلمور      | ۷:۲۸ |
| ۷.    | «ماشین نو (بخش ۱)»                                        | گیلمور                              | ۱:۴۶ |
| ۸.    | «یخ‌بندان نهایی» (موسیقی سازی)                             | گیلمور                              | ۶:۱۷ |
| ۹.    | «ماشین نو (بخش ۲)»                                        | گیلمور                              | ۰:۳۸ |
| ۱۰.   | «اندوه»                                                   | گیلمور                              | ۸:۴۶ |

## دست‌اندرکاران
| پینک فلوید - دیوید گیلمور – خواننده، گیتار، کیبورد، سکوئنسر - نیک میسن – درام، پرکاشن، ماشین درام، اثرهای صوتی تولید - باب ازرین – تهیه‌کننده - دیوید گیلمور – تهیه‌کننده - آندره جکسون – مهندسی صوت، آمیختن صدا - جیمز گاتری – آمیختن دوبارهٔ صدا | موسیقی‌دانان فصلی - ریچارد رایت – کیبورد، خواننده زمینه - باب ازرین – کیبورد، پرکاشن، سکوئنسر - تونی لوین – گیتار بیس، چپمن استیک - جیم کلتنر – درام، پرکاشن - استیو فورمن – پرکاشن - جان کرین – کیبورد - تام اسکات – ساکسوفون - اسکات پیج – ساکسوفون - کارمین اپایس – درام - پتریک لئونارد – سینث‌سایزر - بیل پین – ارگ هموند - مایکل لاندائو – گیتار - جان هل‌ول – ساکسوفون (روی جلد با نام «جان هال‌ول») - دارلن کولدن‌هاون – خواننده زمینه - کارمن تویلی – خواننده زمینه - فیلی سینت جیمز – خواننده زمینه - دونی جرارد – خواننده زمینه |

## مکان در جدول‌ها
| جدول (۱۹۸۷)            | مکان |
| ---------------------- | ---- |
| جدول آلبوم‌های بریتانیا | ۳    |
| بیلبورد ۲۰۰            | ۳    |
| جدول آلبوم‌های استرالیا | ۴۷   |
| جدول آلبوم‌های نروژ     | ۲    |
| جدول آلبوم‌های سوئیس    | ۲    |
| جدول آلبوم‌های فرانسه   | ۱۳۵  |
| جدول آلبوم‌های هلند     | ۲    |
| جدول آلبوم‌های سوئد     | ۳    |
| جدول آلبوم‌های نیوزلند  | ۱    |
| جدول آلبوم‌های آلمان    | ۲    |

| سال  | تک‌آهنگ         | جدول                    | مکان |
| ---- | -------------- | ----------------------- | ---- |
| ۱۹۸۷ | «آموختن پرواز» | ۱۰۰ آهنگ داغ بیلبورد    | ۷۰   |
| ۱۹۸۸ | «یک لغزش»      | جدول تک‌آهنگ‌های بریتانیا | ۵۰   |

## یادداشت
1. ↑  Profiles
2. ↑  Lie for a Lie
3. ↑  Peter Rudge
4. ↑  Hookend studio
5. ↑  Eric Stewart
6. ↑  Roger McGough
7. ↑  Andrew Jackson
8. ↑  32-track Mitsubishi digital recorder
9. ↑   24-track analogue machine
10. ↑   MIDI
11. ↑   Carmine Appice
12. ↑  Langley Iddens
13. ↑  Los Angeles Memorial Sports Arena
14. ↑  Pink Floyd Music Ltd
15. ↑  Mayfair Studios
16. ↑  Signs of Life
17. ↑  Of Promises Broken
18. ↑  Delusions of Maturity
19. ↑  Saunton Sands
20. ↑  William Ruhlman
21. ↑  UK EMI EMDS 1003
22. ↑  UK EMI CD EMD 1003
23. ↑  US Columbia CK 68518
24. ↑  Patrick Leonard
25. ↑  Music sequencer
26. ↑  Andrew Jackson
27. ↑  Steve Forman
28. ↑  Tom Scott
29. ↑  Scott Page
30. ↑  Carmine Appice
31. ↑  Bill Payne
32. ↑  Michael Landau
33. ↑  John Helliwell
34. ↑  John Halliwell
35. ↑  Darlene Koldenhoven
36. ↑  Carmen Twillie
37. ↑  Phyllis St. James
38. ↑  Donnie Gerrard